# Beuvillers (Calvados)
Beuvillers é uma comuna francesa na região administrativa da Normandia, no departamento Calvados. Estende-se por uma área de 4,93 km². Em 2010 a comuna tinha 1 364 habitantes (densidade: 276,7 hab./km²).